# 土井千春
土井 千春（どい ちはる、1981年12月11日 - ）は、日本の女性ダイエット講師、エステティシャン、エステサロンコンサルタント。 美容ライター。美容商材・ダイエット商材販売会社の株式会社シィーグレイス社長。

## 来歴
- 青山学院女子短期大学卒業。エステ店に就職し、店長になる[3]。
- その後、楽天株式会社に入社、役員秘書として就業[4]。
- 2008年、株式会社シィーグレイスを設立。ダイエットに特化した商品開発を行いスポーツクラブを中心に商品展開を行う。
- 2009年からはエステサロンのコンサルタントとしても活動を開始する。
- 2014年に、ヨガインストラクターの資格を取得し指導を開始。
- 2014年からAll Aboutのダイエットガイドとして記事を連載開始。
- 2014年ベストボディジャパン関東オープン大会準グランプリ取得[5]。